# NGC 3747
NGC 3747 је спирална галаксија у сазвежђу Змај која се налази на NGC листи објеката дубоког неба.
Деклинација објекта је + 74° 22' 44" а ректасцензија 11h 32m 31,2s. Привидна величина (магнитуда) објекта NGC 3747 износи 15,0 а фотографска магнитуда 15,8. NGC 3747 је још познат и под ознакама IRAS 11294+7439, , PGC 90149.